# 구마시로촌 (효고현)
구마시로촌(神代村)은 효고현 미하라군에 설치되었던 촌이다. 현재의 미나미아와지시에 해당한다.

## 역사
- 1889년 4월 1일 - 정촌제 시행에 의해 3촌의 구역을 가지고 성립하였다.
- 1955년 4월 3일 - 에나미촌, 이치촌, 야기촌과 합병해 미하라정이 성립, 동일 구마시로촌은 폐지되었다.

## 교통

### 도로
- 국도 제28호선

## 참고문헌
- 角川日本地名大辞典 28 兵庫県